# انضمام البوسنة والهرسك إلى الناتو
إن انضمام البوسنة والهرسك إلى الناتو قيد المفاوضات منذ 2008.
قصف الناتو عام 1995 في البوسنة والهرسك استهدف الجيش الصربي البوسني ومع الضغط الدولي أدى إلى حل حرب البوسنة وتوقيع اتفاقية دايتون عام 1995. ومنذ ذلك الحين، قاد حلف شمال الأطلسي قوة التنفيذ وقوة الاستقرار.
انضمّت انضمام البوسنة والهرسك إلى برنامج الشراكة من أجل السلام في الناتو في عام 2006 ووقّعوا على اتّفاقية بشأن التعاون الأمني في مارس 2007. بدأت الأمة التعاون مع الناتو في إطار خطة الشراكة الفردية في يناير 2008. بدأت أيضاً في عملية تحقيق مُكثّق في مؤتمر «بوخارستات» في 2008. دُعيت الدولة للانضمام إلى الميثاق الأدرياتيكي الخاص بالناتو في 25 سبتمبر 2008. ثم في نوفمبر 2008، إعلان مشترك من وزير الدفاع ومكتب بعثة الناتو في سراييفو أشار إلى أن البوسنة والهرسك يمكنهما الانضمام إلى الناتو بحلول 2011، لو تابعت إصلاحات الدفاع حتى الآن.
في يناير 2009، أكد وزير الدفاع سيلمو سيكوتيتش مرة أخرى اهتمام البوسنة بالسعي وراء خطة عمل للأعضاء في قمة 2009، مع عضوية بحلول عام 2012 على أبعد تقدير. في فبراير من عام 2009، قدم وزير الدفاع سيلمو سيكوتيتش أرقام الاقتراع على عضوية الناتو. 70 بالمئة من البلاد تدعم عضوية الناتو. ولكن بينما كان 89 بالمئة من الاتحاد يدعم عضوية الناتو، فإن 44 بالمئة فقط في الجمهورية الصربية. رغم أن الدولة لم تحصل على خطة عمل عضوية في قمة أبريل 2009 في ستراسبورغ وكيل، ستيوارت جونز، قال في وزارة الخارجية الأمريكية إنه في زيارة البوسنة والهرسك في سبتمبر 2009 إن الناتو كان سيراجع الاحتمالات للحصول على واحدة في ديسمبر 2009 ويكرر دعم أمريكا الشديد لهه الإمكانية. ثم في 2 أكتوبر من عام 2009، هاريس شيلاتشي، عضو الرئاسة في البوسنة، أعلن طلباً رسمياً لخطة عمل العضوية. في 22 أبريل 2010، وافق حلف شمال الأطلسي على إطلاق خطة عمل العضوية للبوسنة والهرسك، لكن مع شروط معينة. تركيا هي أكبر داعم لعضوية البوسنة.
البوسنة والهرسك ما زال عليها إتمام شرط إطلاق برنامج محلي سنوي وفقا لخطة العمل العضوية الخاصة بها: نقل 63 منشأة عسكرية من المستوى المحلي إلى الحكومة المركزية. اعتباراً من نوفمبر 2018، تم نقل 33 بالكامل، كلها موجودة في اتحاد البوسنة والهرسك. الجمهورية الصربية، الجزء السياسي الصربي للبوسنة، تناهض الانتقال وترفض نقل الأراضي الـ23 الموجودة في أراضيها. حكمت محكمة بوسنيّة بأنّه يتحتّم عليها نقل المنشأة العسكريّة في هان بيسياك إلى حكومة البوسنة في 16 أغسطس 2017. تم تأييد هذا بحكم محكمة البوسنة والهرسك الدستورية.
على الرغم من أن جميع الممتلكات غير القابلة للتغيير لم يتم تسجيلها بالكامل، وافق الحلف الأطلسي على تفعيل خطة العمل العضوية للبوسنة والهرسك وطالبوا البوسنة بتسليم برنامج وطني سنوي في 5 ديسمبر 2018. يوم 17 ديسمبر، نائب وزير الخارجية الأمريكي جون سوليفان صرّح أن الولايات المتحدة تدعم البوسنة والهرسك للانضمام إلى الناتو. ورد اعتراضات الصرب بإضافة أن واشنطن ستردّ بقوة على أي تهديد على استقرار البلاد. وقد تأخر تسليم برنامج عمل عضوي سنوي بسبب حق النقض من قبل ميلوراد دوديك، العضو الصربي في رئاسة البوسنة. كما منعت هذه القضية تشكيل حكومة بعد الانتخابات العامة في البوسنة عام 2018.

## وصلات خارجية
- علاقة حلف شمال الأطلسي بالبوسنة والهرسك